# Кастање (Венето)
Кастање је насеље у Италији у округу Верона, региону Венето.
Према процени из 2011. у насељу је живело 272 становника. Насеље се налази на надморској висини од 431 м.